# Thalasseleotrididae
Thalasseleotrididae là danh pháp khoa học của một họ cá, được thiết lập năm 2012 , nguyên trước đây là một phần của họ Eleotridae, và như thế theo truyền thống xếp trong phân bộ Cá bống (Gobioidei) của bộ Cá vược (Perciformes).
Tuy nhiên, một số nghiên cứu gần đây cho thấy bộ Cá vược là không đơn ngành, và toàn bộ phân bộ Cá bống được tách ra để phục hồi lại thành bộ riêng, có quan hệ họ hàng gần với bộ Kurtiformes trong cùng nhánh Gobiaria, như thế họ Thalasseleotrididae hiện tại được xếp trong bộ Cá bống (Gobiiformes).

## Đặc điểm
Đặc điểm chia sẻ chung duy nhất và cũng là đặc trưng chẩn đoán để định nghĩa họ này là màng kết nối xương móng với xương mang sừng (ceratobranchial) 1 (răng đầu họng).
Các loài của họ Thalasseleotrididae có hình thái đặc trưng của cá bống điển hình với đầu to, hai vây lưng tách biệt, và vây chậu ở vị trí xa hơn về phía trước, cùng cơ thể thuôn dài, có tiết diện hình tròn. Chúng dài 3,3 – 6,5 cm.
So sánh với Eleotridae, họ mà trước đây chúng thuộc về, thì họ Thalasseleotrididae thiếu một số xương trong đai ngực và cấu trúc bộ xương mang cá. Các đặc điểm này từng được nhà ngư học (đồng thời cũng là thái tử Nhật Bản) và ngày nay là thiên hoàng Nhật Bản – vua Akihito - phát hiện trong thập niên 1960 và 1980, nhưng khi đó người ta không đánh giá đúng tầm quan trọng của chúng.
Nguyên nhân mà người ta gán họ này thành nhóm chị em với họ Gobiidae là 5 đặc trưng chia sẻ chung giữa chúng với nhau, liên quan tới hình thái hộp sọ, đai ngực và mang.

## Phân loại
Họ này hiện tại chỉ chứa 2 chi với 3 loài cá bống biển sinh sống trong vùng biển nước mặn hay nước lợ ở miền nam Australia và New Zealand, ở độ sâu tới 50 m.
- Grahamichthys radiata – cá bống Graham. Sinh sống ở tây nam Thái Bình Dương ven biển thuộc New Zealand, sống đáy ở độ sâu 0 – 50 m. Chiều dài cá trưởng thành khoảng 6,5 cm.
- Thalasseleotris adela – cá bống biển Australia. Sinh sống trong các rạn san hô, ở độ sâu 1 – 20 m, tại khu vực Ấn Độ Dương – Tây Thái Bình Dương ven biển thuộc miền nam Australia.
- Thalasseleotris iota – cá bống lùn New Zealand. Sinh sống trong các rạn san hô, ở độ sâu 2 – 34 m, tại tây nam Thái Bình Dương ven biển thuộc New Zealand. Chiều dài cá trưởng thành khoảng 3,3 cm.

## Phát sinh chủng loài
Biểu đồ phát sinh chủng loài vẽ theo Betancur và ctv (2013, 2014)

|  | Kurtidae   |
|  |            |
|  | Apogonidae |
|  |            |

|  | Rhyacichthyidae |
|  |                 |
|  | Odontobutidae   |
|  |                 |

|  | Thalasseleotrididae |
|  | |
|  | \| \| Gobiidae nghĩa mới (gộp cả Kraemeriidae, Microdesmidae, Ptereleotridae, Schindleriidae) \| \| \| \| \| \| Gobionellidae \| \| \| \| |
|  | |
|  | Gobiidae nghĩa mới (gộp cả Kraemeriidae, Microdesmidae, Ptereleotridae, Schindleriidae)                                                   |
|  | |
|  | Gobionellidae |
|  | |

|  | Gobiidae nghĩa mới (gộp cả Kraemeriidae, Microdesmidae, Ptereleotridae, Schindleriidae) |
|  |                                                                                         |
|  | Gobionellidae                                                                           |
|  |                                                                                         |

|  | Thalasseleotrididae |
|  | |
|  | \| \| Gobiidae nghĩa mới (gộp cả Kraemeriidae, Microdesmidae, Ptereleotridae, Schindleriidae) \| \| \| \| \| \| Gobionellidae \| \| \| \| |
|  | |
|  | Gobiidae nghĩa mới (gộp cả Kraemeriidae, Microdesmidae, Ptereleotridae, Schindleriidae)                                                   |
|  | |
|  | Gobionellidae |
|  | |

|  | Gobiidae nghĩa mới (gộp cả Kraemeriidae, Microdesmidae, Ptereleotridae, Schindleriidae) |
|  |                                                                                         |
|  | Gobionellidae                                                                           |
|  |                                                                                         |

|  | Thalasseleotrididae |
|  | |
|  | \| \| Gobiidae nghĩa mới (gộp cả Kraemeriidae, Microdesmidae, Ptereleotridae, Schindleriidae) \| \| \| \| \| \| Gobionellidae \| \| \| \| |
|  | |
|  | Gobiidae nghĩa mới (gộp cả Kraemeriidae, Microdesmidae, Ptereleotridae, Schindleriidae)                                                   |
|  | |
|  | Gobionellidae |
|  | |

|  | Gobiidae nghĩa mới (gộp cả Kraemeriidae, Microdesmidae, Ptereleotridae, Schindleriidae) |
|  |                                                                                         |
|  | Gobionellidae                                                                           |
|  |                                                                                         |

|  | Thalasseleotrididae |
|  | |
|  | \| \| Gobiidae nghĩa mới (gộp cả Kraemeriidae, Microdesmidae, Ptereleotridae, Schindleriidae) \| \| \| \| \| \| Gobionellidae \| \| \| \| |
|  | |
|  | Gobiidae nghĩa mới (gộp cả Kraemeriidae, Microdesmidae, Ptereleotridae, Schindleriidae)                                                   |
|  | |
|  | Gobionellidae |
|  | |

|  | Gobiidae nghĩa mới (gộp cả Kraemeriidae, Microdesmidae, Ptereleotridae, Schindleriidae) |
|  |                                                                                         |
|  | Gobionellidae                                                                           |
|  |                                                                                         |

|  | Thalasseleotrididae |
|  | |
|  | \| \| Gobiidae nghĩa mới (gộp cả Kraemeriidae, Microdesmidae, Ptereleotridae, Schindleriidae) \| \| \| \| \| \| Gobionellidae \| \| \| \| |
|  | |
|  | Gobiidae nghĩa mới (gộp cả Kraemeriidae, Microdesmidae, Ptereleotridae, Schindleriidae)                                                   |
|  | |
|  | Gobionellidae |
|  | |

|  | Gobiidae nghĩa mới (gộp cả Kraemeriidae, Microdesmidae, Ptereleotridae, Schindleriidae) |
|  |                                                                                         |
|  | Gobionellidae                                                                           |
|  |                                                                                         |

|  | Thalasseleotrididae |
|  | |
|  | \| \| Gobiidae nghĩa mới (gộp cả Kraemeriidae, Microdesmidae, Ptereleotridae, Schindleriidae) \| \| \| \| \| \| Gobionellidae \| \| \| \| |
|  | |
|  | Gobiidae nghĩa mới (gộp cả Kraemeriidae, Microdesmidae, Ptereleotridae, Schindleriidae)                                                   |
|  | |
|  | Gobionellidae |
|  | |

|  | Gobiidae nghĩa mới (gộp cả Kraemeriidae, Microdesmidae, Ptereleotridae, Schindleriidae) |
|  |                                                                                         |
|  | Gobionellidae                                                                           |
|  |                                                                                         |

|  | Thalasseleotrididae |
|  | |
|  | \| \| Gobiidae nghĩa mới (gộp cả Kraemeriidae, Microdesmidae, Ptereleotridae, Schindleriidae) \| \| \| \| \| \| Gobionellidae \| \| \| \| |
|  | |
|  | Gobiidae nghĩa mới (gộp cả Kraemeriidae, Microdesmidae, Ptereleotridae, Schindleriidae)                                                   |
|  | |
|  | Gobionellidae |
|  | |

|  | Gobiidae nghĩa mới (gộp cả Kraemeriidae, Microdesmidae, Ptereleotridae, Schindleriidae) |
|  |                                                                                         |
|  | Gobionellidae                                                                           |
|  |                                                                                         |

|  | Thalasseleotrididae |
|  | |
|  | \| \| Gobiidae nghĩa mới (gộp cả Kraemeriidae, Microdesmidae, Ptereleotridae, Schindleriidae) \| \| \| \| \| \| Gobionellidae \| \| \| \| |
|  | |
|  | Gobiidae nghĩa mới (gộp cả Kraemeriidae, Microdesmidae, Ptereleotridae, Schindleriidae)                                                   |
|  | |
|  | Gobionellidae |
|  | |

|  | Gobiidae nghĩa mới (gộp cả Kraemeriidae, Microdesmidae, Ptereleotridae, Schindleriidae) |
|  |                                                                                         |
|  | Gobionellidae                                                                           |
|  |                                                                                         |

|  | Rhyacichthyidae |
|  |                 |
|  | Odontobutidae   |
|  |                 |

|  | Thalasseleotrididae |
|  | |
|  | \| \| Gobiidae nghĩa mới (gộp cả Kraemeriidae, Microdesmidae, Ptereleotridae, Schindleriidae) \| \| \| \| \| \| Gobionellidae \| \| \| \| |
|  | |
|  | Gobiidae nghĩa mới (gộp cả Kraemeriidae, Microdesmidae, Ptereleotridae, Schindleriidae)                                                   |
|  | |
|  | Gobionellidae |
|  | |

|  | Gobiidae nghĩa mới (gộp cả Kraemeriidae, Microdesmidae, Ptereleotridae, Schindleriidae) |
|  |                                                                                         |
|  | Gobionellidae                                                                           |
|  |                                                                                         |

|  | Thalasseleotrididae |
|  | |
|  | \| \| Gobiidae nghĩa mới (gộp cả Kraemeriidae, Microdesmidae, Ptereleotridae, Schindleriidae) \| \| \| \| \| \| Gobionellidae \| \| \| \| |
|  | |
|  | Gobiidae nghĩa mới (gộp cả Kraemeriidae, Microdesmidae, Ptereleotridae, Schindleriidae)                                                   |
|  | |
|  | Gobionellidae |
|  | |

|  | Gobiidae nghĩa mới (gộp cả Kraemeriidae, Microdesmidae, Ptereleotridae, Schindleriidae) |
|  |                                                                                         |
|  | Gobionellidae                                                                           |
|  |                                                                                         |

|  | Thalasseleotrididae |
|  | |
|  | \| \| Gobiidae nghĩa mới (gộp cả Kraemeriidae, Microdesmidae, Ptereleotridae, Schindleriidae) \| \| \| \| \| \| Gobionellidae \| \| \| \| |
|  | |
|  | Gobiidae nghĩa mới (gộp cả Kraemeriidae, Microdesmidae, Ptereleotridae, Schindleriidae)                                                   |
|  | |
|  | Gobionellidae |
|  | |

|  | Gobiidae nghĩa mới (gộp cả Kraemeriidae, Microdesmidae, Ptereleotridae, Schindleriidae) |
|  |                                                                                         |
|  | Gobionellidae                                                                           |
|  |                                                                                         |

|  | Thalasseleotrididae |
|  | |
|  | \| \| Gobiidae nghĩa mới (gộp cả Kraemeriidae, Microdesmidae, Ptereleotridae, Schindleriidae) \| \| \| \| \| \| Gobionellidae \| \| \| \| |
|  | |
|  | Gobiidae nghĩa mới (gộp cả Kraemeriidae, Microdesmidae, Ptereleotridae, Schindleriidae)                                                   |
|  | |
|  | Gobionellidae |
|  | |

|  | Gobiidae nghĩa mới (gộp cả Kraemeriidae, Microdesmidae, Ptereleotridae, Schindleriidae) |
|  |                                                                                         |
|  | Gobionellidae                                                                           |
|  |                                                                                         |

|  | Thalasseleotrididae |
|  | |
|  | \| \| Gobiidae nghĩa mới (gộp cả Kraemeriidae, Microdesmidae, Ptereleotridae, Schindleriidae) \| \| \| \| \| \| Gobionellidae \| \| \| \| |
|  | |
|  | Gobiidae nghĩa mới (gộp cả Kraemeriidae, Microdesmidae, Ptereleotridae, Schindleriidae)                                                   |
|  | |
|  | Gobionellidae |
|  | |

|  | Gobiidae nghĩa mới (gộp cả Kraemeriidae, Microdesmidae, Ptereleotridae, Schindleriidae) |
|  |                                                                                         |
|  | Gobionellidae                                                                           |
|  |                                                                                         |

|  | Thalasseleotrididae |
|  | |
|  | \| \| Gobiidae nghĩa mới (gộp cả Kraemeriidae, Microdesmidae, Ptereleotridae, Schindleriidae) \| \| \| \| \| \| Gobionellidae \| \| \| \| |
|  | |
|  | Gobiidae nghĩa mới (gộp cả Kraemeriidae, Microdesmidae, Ptereleotridae, Schindleriidae)                                                   |
|  | |
|  | Gobionellidae |
|  | |

|  | Gobiidae nghĩa mới (gộp cả Kraemeriidae, Microdesmidae, Ptereleotridae, Schindleriidae) |
|  |                                                                                         |
|  | Gobionellidae                                                                           |
|  |                                                                                         |

|  | Thalasseleotrididae |
|  | |
|  | \| \| Gobiidae nghĩa mới (gộp cả Kraemeriidae, Microdesmidae, Ptereleotridae, Schindleriidae) \| \| \| \| \| \| Gobionellidae \| \| \| \| |
|  | |
|  | Gobiidae nghĩa mới (gộp cả Kraemeriidae, Microdesmidae, Ptereleotridae, Schindleriidae)                                                   |
|  | |
|  | Gobionellidae |
|  | |

|  | Gobiidae nghĩa mới (gộp cả Kraemeriidae, Microdesmidae, Ptereleotridae, Schindleriidae) |
|  |                                                                                         |
|  | Gobionellidae                                                                           |
|  |                                                                                         |

|  | Thalasseleotrididae |
|  | |
|  | \| \| Gobiidae nghĩa mới (gộp cả Kraemeriidae, Microdesmidae, Ptereleotridae, Schindleriidae) \| \| \| \| \| \| Gobionellidae \| \| \| \| |
|  | |
|  | Gobiidae nghĩa mới (gộp cả Kraemeriidae, Microdesmidae, Ptereleotridae, Schindleriidae)                                                   |
|  | |
|  | Gobionellidae |
|  | |

|  | Gobiidae nghĩa mới (gộp cả Kraemeriidae, Microdesmidae, Ptereleotridae, Schindleriidae) |
|  |                                                                                         |
|  | Gobionellidae                                                                           |
|  |                                                                                         |

|  | Kurtidae   |
|  |            |
|  | Apogonidae |
|  |            |

|  | Rhyacichthyidae |
|  |                 |
|  | Odontobutidae   |
|  |                 |

|  | Thalasseleotrididae |
|  | |
|  | \| \| Gobiidae nghĩa mới (gộp cả Kraemeriidae, Microdesmidae, Ptereleotridae, Schindleriidae) \| \| \| \| \| \| Gobionellidae \| \| \| \| |
|  | |
|  | Gobiidae nghĩa mới (gộp cả Kraemeriidae, Microdesmidae, Ptereleotridae, Schindleriidae)                                                   |
|  | |
|  | Gobionellidae |
|  | |

|  | Gobiidae nghĩa mới (gộp cả Kraemeriidae, Microdesmidae, Ptereleotridae, Schindleriidae) |
|  |                                                                                         |
|  | Gobionellidae                                                                           |
|  |                                                                                         |

|  | Thalasseleotrididae |
|  | |
|  | \| \| Gobiidae nghĩa mới (gộp cả Kraemeriidae, Microdesmidae, Ptereleotridae, Schindleriidae) \| \| \| \| \| \| Gobionellidae \| \| \| \| |
|  | |
|  | Gobiidae nghĩa mới (gộp cả Kraemeriidae, Microdesmidae, Ptereleotridae, Schindleriidae)                                                   |
|  | |
|  | Gobionellidae |
|  | |

|  | Gobiidae nghĩa mới (gộp cả Kraemeriidae, Microdesmidae, Ptereleotridae, Schindleriidae) |
|  |                                                                                         |
|  | Gobionellidae                                                                           |
|  |                                                                                         |

|  | Thalasseleotrididae |
|  | |
|  | \| \| Gobiidae nghĩa mới (gộp cả Kraemeriidae, Microdesmidae, Ptereleotridae, Schindleriidae) \| \| \| \| \| \| Gobionellidae \| \| \| \| |
|  | |
|  | Gobiidae nghĩa mới (gộp cả Kraemeriidae, Microdesmidae, Ptereleotridae, Schindleriidae)                                                   |
|  | |
|  | Gobionellidae |
|  | |

|  | Gobiidae nghĩa mới (gộp cả Kraemeriidae, Microdesmidae, Ptereleotridae, Schindleriidae) |
|  |                                                                                         |
|  | Gobionellidae                                                                           |
|  |                                                                                         |

|  | Thalasseleotrididae |
|  | |
|  | \| \| Gobiidae nghĩa mới (gộp cả Kraemeriidae, Microdesmidae, Ptereleotridae, Schindleriidae) \| \| \| \| \| \| Gobionellidae \| \| \| \| |
|  | |
|  | Gobiidae nghĩa mới (gộp cả Kraemeriidae, Microdesmidae, Ptereleotridae, Schindleriidae)                                                   |
|  | |
|  | Gobionellidae |
|  | |

|  | Gobiidae nghĩa mới (gộp cả Kraemeriidae, Microdesmidae, Ptereleotridae, Schindleriidae) |
|  |                                                                                         |
|  | Gobionellidae                                                                           |
|  |                                                                                         |

|  | Thalasseleotrididae |
|  | |
|  | \| \| Gobiidae nghĩa mới (gộp cả Kraemeriidae, Microdesmidae, Ptereleotridae, Schindleriidae) \| \| \| \| \| \| Gobionellidae \| \| \| \| |
|  | |
|  | Gobiidae nghĩa mới (gộp cả Kraemeriidae, Microdesmidae, Ptereleotridae, Schindleriidae)                                                   |
|  | |
|  | Gobionellidae |
|  | |

|  | Gobiidae nghĩa mới (gộp cả Kraemeriidae, Microdesmidae, Ptereleotridae, Schindleriidae) |
|  |                                                                                         |
|  | Gobionellidae                                                                           |
|  |                                                                                         |

|  | Thalasseleotrididae |
|  | |
|  | \| \| Gobiidae nghĩa mới (gộp cả Kraemeriidae, Microdesmidae, Ptereleotridae, Schindleriidae) \| \| \| \| \| \| Gobionellidae \| \| \| \| |
|  | |
|  | Gobiidae nghĩa mới (gộp cả Kraemeriidae, Microdesmidae, Ptereleotridae, Schindleriidae)                                                   |
|  | |
|  | Gobionellidae |
|  | |

|  | Gobiidae nghĩa mới (gộp cả Kraemeriidae, Microdesmidae, Ptereleotridae, Schindleriidae) |
|  |                                                                                         |
|  | Gobionellidae                                                                           |
|  |                                                                                         |

|  | Thalasseleotrididae |
|  | |
|  | \| \| Gobiidae nghĩa mới (gộp cả Kraemeriidae, Microdesmidae, Ptereleotridae, Schindleriidae) \| \| \| \| \| \| Gobionellidae \| \| \| \| |
|  | |
|  | Gobiidae nghĩa mới (gộp cả Kraemeriidae, Microdesmidae, Ptereleotridae, Schindleriidae)                                                   |
|  | |
|  | Gobionellidae |
|  | |

|  | Gobiidae nghĩa mới (gộp cả Kraemeriidae, Microdesmidae, Ptereleotridae, Schindleriidae) |
|  |                                                                                         |
|  | Gobionellidae                                                                           |
|  |                                                                                         |

|  | Thalasseleotrididae |
|  | |
|  | \| \| Gobiidae nghĩa mới (gộp cả Kraemeriidae, Microdesmidae, Ptereleotridae, Schindleriidae) \| \| \| \| \| \| Gobionellidae \| \| \| \| |
|  | |
|  | Gobiidae nghĩa mới (gộp cả Kraemeriidae, Microdesmidae, Ptereleotridae, Schindleriidae)                                                   |
|  | |
|  | Gobionellidae |
|  | |

|  | Gobiidae nghĩa mới (gộp cả Kraemeriidae, Microdesmidae, Ptereleotridae, Schindleriidae) |
|  |                                                                                         |
|  | Gobionellidae                                                                           |
|  |                                                                                         |

|  | Rhyacichthyidae |
|  |                 |
|  | Odontobutidae   |
|  |                 |

|  | Thalasseleotrididae |
|  | |
|  | \| \| Gobiidae nghĩa mới (gộp cả Kraemeriidae, Microdesmidae, Ptereleotridae, Schindleriidae) \| \| \| \| \| \| Gobionellidae \| \| \| \| |
|  | |
|  | Gobiidae nghĩa mới (gộp cả Kraemeriidae, Microdesmidae, Ptereleotridae, Schindleriidae)                                                   |
|  | |
|  | Gobionellidae |
|  | |

|  | Gobiidae nghĩa mới (gộp cả Kraemeriidae, Microdesmidae, Ptereleotridae, Schindleriidae) |
|  |                                                                                         |
|  | Gobionellidae                                                                           |
|  |                                                                                         |

|  | Thalasseleotrididae |
|  | |
|  | \| \| Gobiidae nghĩa mới (gộp cả Kraemeriidae, Microdesmidae, Ptereleotridae, Schindleriidae) \| \| \| \| \| \| Gobionellidae \| \| \| \| |
|  | |
|  | Gobiidae nghĩa mới (gộp cả Kraemeriidae, Microdesmidae, Ptereleotridae, Schindleriidae)                                                   |
|  | |
|  | Gobionellidae |
|  | |

|  | Gobiidae nghĩa mới (gộp cả Kraemeriidae, Microdesmidae, Ptereleotridae, Schindleriidae) |
|  |                                                                                         |
|  | Gobionellidae                                                                           |
|  |                                                                                         |

|  | Thalasseleotrididae |
|  | |
|  | \| \| Gobiidae nghĩa mới (gộp cả Kraemeriidae, Microdesmidae, Ptereleotridae, Schindleriidae) \| \| \| \| \| \| Gobionellidae \| \| \| \| |
|  | |
|  | Gobiidae nghĩa mới (gộp cả Kraemeriidae, Microdesmidae, Ptereleotridae, Schindleriidae)                                                   |
|  | |
|  | Gobionellidae |
|  | |

|  | Gobiidae nghĩa mới (gộp cả Kraemeriidae, Microdesmidae, Ptereleotridae, Schindleriidae) |
|  |                                                                                         |
|  | Gobionellidae                                                                           |
|  |                                                                                         |

|  | Thalasseleotrididae |
|  | |
|  | \| \| Gobiidae nghĩa mới (gộp cả Kraemeriidae, Microdesmidae, Ptereleotridae, Schindleriidae) \| \| \| \| \| \| Gobionellidae \| \| \| \| |
|  | |
|  | Gobiidae nghĩa mới (gộp cả Kraemeriidae, Microdesmidae, Ptereleotridae, Schindleriidae)                                                   |
|  | |
|  | Gobionellidae |
|  | |

|  | Gobiidae nghĩa mới (gộp cả Kraemeriidae, Microdesmidae, Ptereleotridae, Schindleriidae) |
|  |                                                                                         |
|  | Gobionellidae                                                                           |
|  |                                                                                         |

|  | Thalasseleotrididae |
|  | |
|  | \| \| Gobiidae nghĩa mới (gộp cả Kraemeriidae, Microdesmidae, Ptereleotridae, Schindleriidae) \| \| \| \| \| \| Gobionellidae \| \| \| \| |
|  | |
|  | Gobiidae nghĩa mới (gộp cả Kraemeriidae, Microdesmidae, Ptereleotridae, Schindleriidae)                                                   |
|  | |
|  | Gobionellidae |
|  | |

|  | Gobiidae nghĩa mới (gộp cả Kraemeriidae, Microdesmidae, Ptereleotridae, Schindleriidae) |
|  |                                                                                         |
|  | Gobionellidae                                                                           |
|  |                                                                                         |

|  | Thalasseleotrididae |
|  | |
|  | \| \| Gobiidae nghĩa mới (gộp cả Kraemeriidae, Microdesmidae, Ptereleotridae, Schindleriidae) \| \| \| \| \| \| Gobionellidae \| \| \| \| |
|  | |
|  | Gobiidae nghĩa mới (gộp cả Kraemeriidae, Microdesmidae, Ptereleotridae, Schindleriidae)                                                   |
|  | |
|  | Gobionellidae |
|  | |

|  | Gobiidae nghĩa mới (gộp cả Kraemeriidae, Microdesmidae, Ptereleotridae, Schindleriidae) |
|  |                                                                                         |
|  | Gobionellidae                                                                           |
|  |                                                                                         |

|  | Thalasseleotrididae |
|  | |
|  | \| \| Gobiidae nghĩa mới (gộp cả Kraemeriidae, Microdesmidae, Ptereleotridae, Schindleriidae) \| \| \| \| \| \| Gobionellidae \| \| \| \| |
|  | |
|  | Gobiidae nghĩa mới (gộp cả Kraemeriidae, Microdesmidae, Ptereleotridae, Schindleriidae)                                                   |
|  | |
|  | Gobionellidae |
|  | |

|  | Gobiidae nghĩa mới (gộp cả Kraemeriidae, Microdesmidae, Ptereleotridae, Schindleriidae) |
|  |                                                                                         |
|  | Gobionellidae                                                                           |
|  |                                                                                         |

|  | Thalasseleotrididae |
|  | |
|  | \| \| Gobiidae nghĩa mới (gộp cả Kraemeriidae, Microdesmidae, Ptereleotridae, Schindleriidae) \| \| \| \| \| \| Gobionellidae \| \| \| \| |
|  | |
|  | Gobiidae nghĩa mới (gộp cả Kraemeriidae, Microdesmidae, Ptereleotridae, Schindleriidae)                                                   |
|  | |
|  | Gobionellidae |
|  | |

|  | Gobiidae nghĩa mới (gộp cả Kraemeriidae, Microdesmidae, Ptereleotridae, Schindleriidae) |
|  |                                                                                         |
|  | Gobionellidae                                                                           |
|  |                                                                                         |